# 同步 (计算机科学)
计算机科学中, 同步（synchronization）是指两个不同但有联系的概念：进程同步与数据同步。进程同步指多个进程在特定点会合（join up）或者握手使得达成协议或者使得操作序列有序。数据同步指一个数据集的多份拷贝一致以维护完整性。常用进程同步原语实现数据同步。

## 线程或进程同步

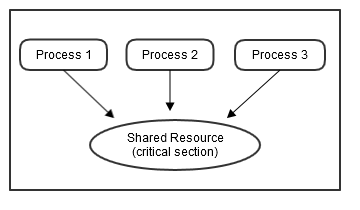
Figure 1: 3个进程同时访问共享资源(临界区)

多个线程（或进程）要执行同一个特定的不可重入的程序代码块（称为临界区），这就需要适当的并发控制同步技术。否则，可能会发生竞态条件。

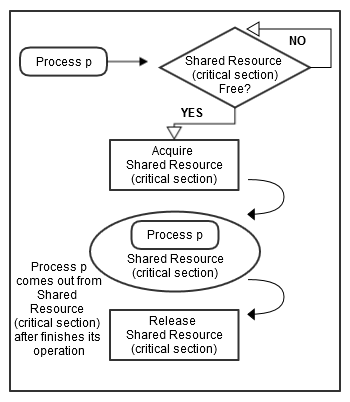
Figure 2: 一个进程访问共享资源基于某种同步技术。

另一种同步要求产生于特定的操作顺序，如应该先买机票然后登机。
同步还需处理:
- 死锁
- 资源饿死
- 优先级翻转
- 忙等待

### 经典同步问题
- 生产者消费者问题 (有限缓存区问题);
- 读写问题（英语：Readers–writers problem）;
- 哲学家就餐问题.